# ライヴ・アット・ザ・ハリウッド・ボウル (チャック・マンジョーネのアルバム)
アン イブニング オブ・マジック，ライヴ・アット・ハリウッド・ボウル (An Evening of Magic, Live at the Hollywood Bowl) は、チャック・マンジョーネが1978年にリリースした2枚組のライヴアルバムである。
チャックが映画の音楽を手掛けた、『サンチェスの子供たち』とアルバム・シングル共にチャートインした『フィール・ソー・グッド』 の大ヒットを記念して行われたライヴの模様を収録している。

## 収録曲

### ディスク1
1. フィール・ソー・グッド "Feels So Good" – 9:17
2. 十一械 "The XIth Commandment" – 6:36
3. 碧空 "Chase the Clouds Away" – 9:38
4. 神の丘 " Hill Where the Lord Hides" – 5:26
5. 二人だけの詩 " Doin' Everything with You" – 7:38
6. 愛の感触 " Love the Feelin" – 9:38
7. あなたに夢中 "I Get Crazy" – 4:15

### ディスク2
1. 約束の地 " Land of Make Believe" – 9:09
2. ハイド・アンド・シーク " Hide and Seek (Ready or Not Here I Come)" – 9:09
3. 初めての夜 "The Day After (Our First Night Together)" – 7:38
4. サンチェスの子供たち（メイン・テーマ）" Children of Sanchez (Main Theme)" – 6:49
5. バイ・バイ "B'Bye" – 5:06
6. サンチェスの子供たち（フィナーレ）"Children of Sanchez (Finale)" – 5:56
7. メイン・スクイーズ "Main Squeeze" – 6:35
8. フィール・ソー・グッド（アンコール）"Feels So Good (Encore)" – 3:18